# 高田より子
高田 より子（たかだ よりこ）は、日本の女性声優。愛媛県出身。以前は青二プロダクションに所属していた。

## 出演作品

### テレビアニメ
- 週刊ストーリーランド（女中たち）
- ∀ガンダム（侍女A、技師A）
- ワイルドアームズ トワイライトヴェノム（女性）

### ゲーム
- デバイスレイン（ニュースキャスター）
- ファーランドオデッセイ 伝説を継ぐ者（ディオン）

### ドラマCD
- 彼方から Vol.1（ひろみ）
- 彼方から Vol.3（イザークの母）
- 彼方から Vol.5（町の人）
- 神様がいっぴき（同級生B）
- テイルズ オブ ファンタジア ANTHOLOGY.1（呪術師）
- 迷惑な女
- ONE 〜輝く季節へ〜（茜の母親）
  - 里村茜ストーリー 『たいせつなばしょ』

### 吹き替え
- ジョン・ウーの狼たちの絆（ビビアン、女）
- V.I.P.（ロレイン）
- マーサ・ミーツ・ボーイズ
- ラッシュアワー